# De Carolina
«De carolina» es una canción del cantante y compositor puertorriqueño Rauw Alejandro, escrita por Rauw Alejandro y producida por DJ Playero, lanzada para descarga digital y subida a Youtube el 8 de diciembre de 2022.
Esta pista representa a Rauw cuando era pequeño en la ciudad que creció, Carolina, y fue lanzada como la pista dieciséis de su álbum de estudio Saturno.

## Antecedentes y lanzamiento
“Siempre tuve un poco de ciudad, pero cuando regresé a casa, eran granjas”

 dijo Rauw a Rolling Stone a principios del 2022, recordando sus tiempos por Puerto Rico antes de establecerse en Carolina. Aún así, incluso aunque su alcance como artista crece a escalas globales, aún mantiene sus recuerdos en su hogar. 

“Creo que Dios envía personas a hacer diferentes trabajos”, agregó. “Si necesito estar allí para representar a mi isla y a mi gente, lo haré”

 Para Alejandro, su principio es hacer música para los puertorriqueños.
Después, en noviembre del 2022 se liberó el audio.

## Música y letra
Un audio fue liberado en noviembre del 2022 el audio estuvo a cargo de DJ playero combinando el reggaetón de Rauw Alejandro y el mixtape de DJ Playero, «De carolina» es un homenaje al pasado de diferentes maneras. Ya que incorpora la producción de Playero y también samplea un viejo tema de reggaetón incluido en la mixtape ‘Playero 38’ de 1994,  la letra incluye, "Si me ven de noche en gafas es que estaba fumando/
El bajo suena, el retrovisor temblando/ (Caro, Caro), ey
Los niños en el parque no están jugando/ (Carolina), ey
Desde los catorce en una esquina joseando/
Ya somos ricos, antes éramos pobres/
Ahora en España nos gritan: "¡Olé!"/
Para los paris del case en Torre'
Si escuchas un "tun-tu-tu-tun", ¡corre!/
O puede que tu nombre lo borren/
Si tienes miedo búscate un doble/
Playero, cámbiame la acorde/
Que ella está bellaca y yo duro como un roble"

## Vídeo musical
El vídeo musical salió a la luz el 8 de diciembre del 2022 y fue dirigido por Martin Seipel, da un vistaso de cuando era pequeño, recuperando su apodó "rauleeto" mientras recorre las calles de la ciudad en la que creció, Carolina refiriéndose a las experiencias y el estilo de vida de las personas que viven en la ciudad, en otro fragmento se muestra a Rauw arreglando su cabello en plena calle antes de terminar el vídeo en una gran celebración con gente de Carolina que asisten a disfrutar el improvisado concierto que presenta. Y terminando con un agradecimiento a sus seguidores por el apoyo que le dieron.